# Жихарев, Степан Данилович
Степан Данилович Жихарев (1734 — ?) — первый правитель Вятского наместничества, генерал-майор (1780). Дед мемуариста, тайного советника, обер-прокурора Сената Степана Петровича Жихарева.

## Биография
Происходил из дворянского рода Жихаревых. Состоял на военной службе.
1 марта 1774 года переведён из Нарвского карабинерного полка в Ингерманландский карабинерный полк.
С 1774 года — полковник, командир Ингерманландского карабинерного полка.
18 декабря 1775 года переведён в Нижегородский драгунский полк, с 1 января 1779 года — бригадир Нижегородского драгунского полка.
26 ноября 1779 года награждён орденом Св. Георгия 4-й степени за выслугу лет.
1 января 1780 года назначен правителем Вятского наместничества и в том же году произведён в генерал-майоры. Уделял большое внимание благоустройству Хлынова и уездных городов, ремонту и строительству мостов и дорог. В его правление была составлена почтовая карта наместничества с обозначением станций и селений, в 1783 году открыта почтовая контора.
Отставлен от должности наместника 8 апреля 1785 года с пожизненной выплатой половинного жалования. В 1792 году он окончательно вышел в отставку и удалился в своё поместье в Тамбовской губернии.

## Семья
Жена: Мария Даниловна, урождённая Рахманинова.
У них 6 сыновей: Пётр (1755—?), Василий (1765—?), Александр (1767—?), Павел (1774—?), Степан (1776—?), Николай (1778—?).